# Рескупорид I
Рескупорид I (др.-греч. Ραισκούπορις) — фракийский царь в Одрисском государстве около 240 по 215 год до н. э. Сын царя Котиса III.

## Биография

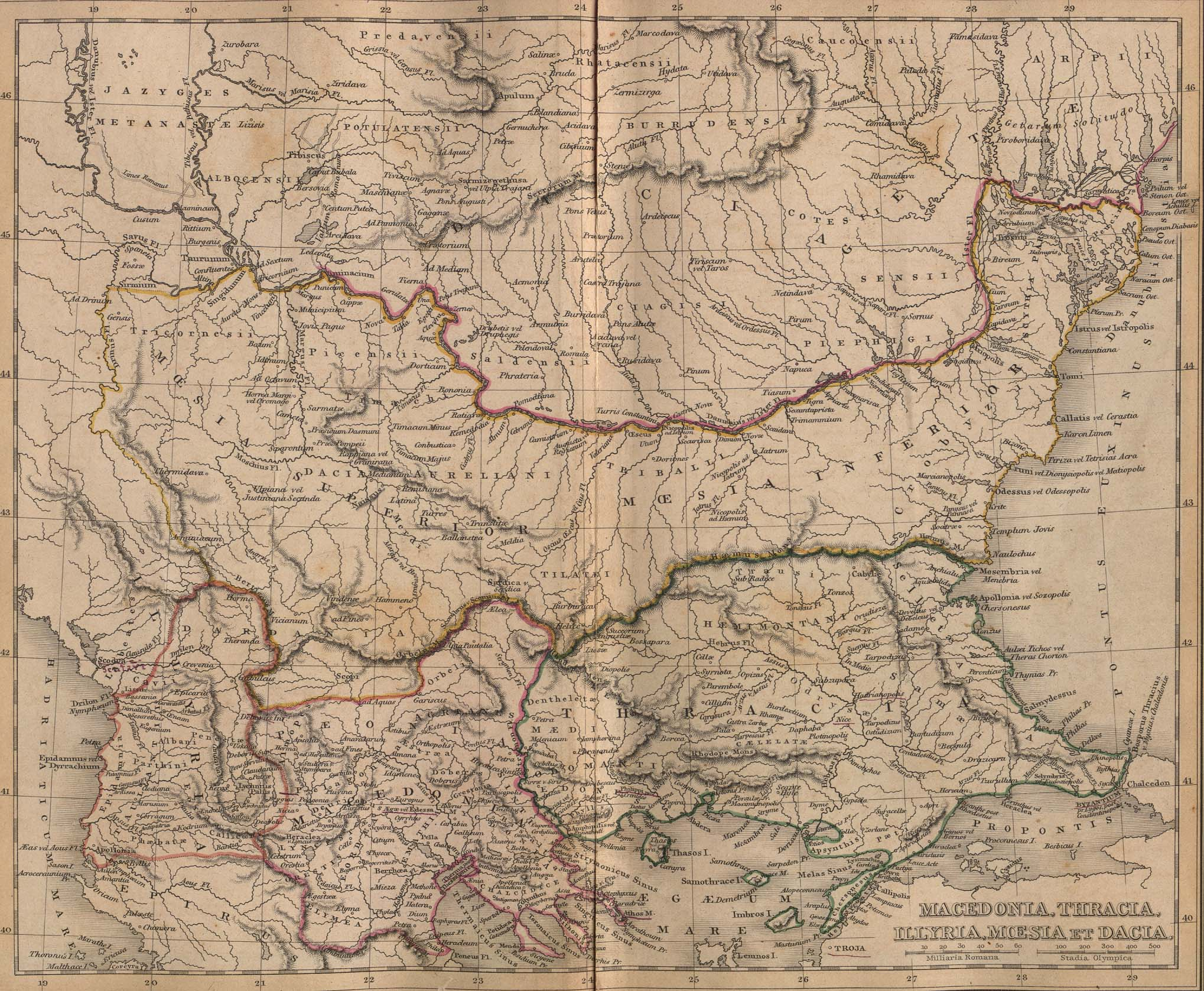
Фракия и соседние территории — Македония, Иллирия, Мёзия, и Дакия — карта из атласа Alexander G. Findlay. Classical Atlas to Illustrate Ancient Geography, New York, 1849.

Рескупорид I возможный царь одрисов во Фракии в III веке до нашей эры. Учёные издавна связывали  с одрисскими правителями Котисом III и Рескупорисом одну из монет, отчеканенную в честь царя Котиса с одной стороны и царя Рескупорида с другой, а также царя Котиса, отца Рескупорида, названного в указе из Аполлонии (Созополь),I. Однако эти соответствия были подвергнуты сомнению, и некоторые специалисты предположили, что данная монета и надпись на ней датируются почти на три столетия позже, когда те же имена и родственные отношения снова появились среди астейских и сапейских царей Фракии. Поэтому неясно, наследовал ли Котису III сын по имени Рескупорис. Если бы это было так, то тип монеты, отчеканенной для обоих царей, был бы единственным достоверным доказательством того, что Рескупорис правил, потому что в указе Аполлонии упоминается только, что он провёл время в городе в качестве заложника по поручению своего отца.